# Belluno
Belluno je grad u sjeveroistočnoj Italiji. Glavni grad je istoimene pokrajine u regiji Veneto, na ušću rijeke Ardo u Piave, u podnožju Dolomita. Nalazi se na 389 metara nadmorske visine. Ima oko 35 000 stanovnika.